# Brasão de Abaetetuba

Brasão de Abaetetuba

O brasão da cidade de Abaetetuba representa uma síntese da vida econômica do município. Sua forma, uma taça, simboliza comunhão ou cooperação na economia em Abaetetuba. Seguindo esse principio, no centro do escudo há o capacete de Mércurio (tradicional símbolo do comércio) e a roda dentada (a indústria), ambos interligados numa sequência harmônica e cooperativa. Nas rodas dentadas, representou-se a madeira e a cerâmica como principais atividades industriais. Os ramalhetes de cana-de-açúcar colocados na base representam a lavoura em geral. Como figura central do brasão nota-se um barco estilizado, veículo importantíssimo no escoamento da produção municipal.